# Asmir Suljić
Asmir Suljić (Srebrenica, 1991. szeptember 11. –) bosnyák-magyar kettős állampolgárságú labdarúgó, középpályás. 2023-tól a bosnyák Velež Mostar játékosa.

## Pályafutása

### Kezdetek
Pályafutását 2005-ben az FK Butmir junior csapatában kezdte, majd felnőttként 2010-ben igazolt hazája egyik legnépszerűbb és legsikeresebb csapatába, az FK Sarajevóba. Itt kapta a szurkolóktól az Ördög (šejtan) becenevet. 77 bajnokin tizenegy gólt szerzett és hét gólpasszt osztott ki a boszniai első osztályban. Emellett 14 alkalommal Európa-liga selejtezőkön is pályára lépett, ezeken pedig négyszer volt eredményes és háromszor hozta kihagyhatatlan helyzetbe társait.

### Újpest

#### 2013–14
2013. augusztus 28-án az Újpest 120 ezer euróért (36 millió forint) vette meg az FK Sarajevótól a bosnyák középpályást, aki 2016. június 30-áig tartó szerződést írt alá. Szeptember 14-én a Haladás elleni 1-1-es döntetlenre játszott mérkőzésen mutatkozott be az OTP Bank Ligában. A magyar kupában a Ferencváros elleni gól nélküli rangadón játszott először.
Március 26-án megszerezte a kupában első gólját és gólpasszt adott a Pécs ellen megnyert 4-0-s hazai mérkőzésen. Az OTP Bank Liga 29. fordulójában a KTE-t 6-1-re kiütő Újpest három góljában vállalt szerepet, ebből kétszer harcolt ki büntetőt.
A Magyar Kupa döntőjében a Diósgyőr ellen is pályára lépett, ám nem sokat tudott hozzátenni az Újpest játékához, ezért lecserélték. Csapata 1-1-et játszott és büntetőkkel nyert 4-3-ra, ezzel megszerezve a klub történetének kilencedik kupagyőzelmét, Suljić pedig életében először trófeát nyert. A diadal után az utolsó fordulóban megszerezte első magyar bajnoki gólját a Pápa vendégeként 2-1-re elveszített mérkőzésen.

#### 2014–15
A következő szezonban első tétmérkőzését a magyar bajnok Debrecen ellen játszotta a magyar szuperkupában. Az Újpest 0-0 után büntetőpárbajban győzte le ellenfelét 5-4-re, és megszerezte harmadik szuperkupa győzelmét. Suljić így máris két trófeát gyűjtött össze, kevesebb mint két hónap alatt.
Július végén ismét megkezdődött a magyar bajnokság, melynek első fordulójában az Újpest a Haladás otthonában lépett pályára. Suljić csereként kapott helyet, majd a második félidőben Vignjević mester becserélte. A szélső a hajrában egy szép szóló után bevette Rózsa Dániel kapuját, csapata pedig 1-0-s sikert aratott. A második fordulóban folytatta a gólszerzést a Diósgyőr elleni hazai találkozón. A vendégek Miroslav Grumić fejesgóljával megszerezték a vezetést, erre Suljić nyolc perccel később, szintén fejjel válaszolt. A mérkőzés tehát 1-1-re végződött, úgy hogy az Újpest az utolsó negyedórától kettes emberelőnyben játszott. A következő fordulóban a Pécs fogadta a csapatot, mely ellen 0-1-es állásnál adott a bosnyák szélső gólpasszt Simon Krisztiánnak.
Ezek után nem sok szerepet vállalt a gólszerzésben. Talán ez az oka annak, hogy az Újpest háromszor is 0-0-t játszott, náluk gyengébb csapatokkal. A 10. fordulóban Suljić ismét kivette részét a gólszerzésben. Otthon játszottak az újonc Dunaújváros ellen. A meccsen kiharcolt egy büntetőt, és adott két gólpasszt, a lilák pedig 3-0-ra nyerni tudtak.
Suljić-ot beválasztották az ősz álomcsapatába az NB I-ben, ezzel pedig felkeltette más klubok érdeklődését. Elmondta, hogy szívesen maradna a liláknál, a téli átigazolás során pedig nem is váltott klubot.

### Videoton
2015. augusztus 28-án a Videoton FC szerződtette. Első mérkőzését a székesfehérváriak színeiben két nap múlva a Debreceni VSC ellen játszotta, első gólját pedig a Puskás Akadémiának rúgta október 3-án. Új csapatában is hamar alapember lett, 29 bajnokin két gólt szerzett. A Videoton címvédőként második helyen végzett a bajnokságban, a kupában pedig a legjobb négy között búcsúzott.
A következő szezonban tizennyolc bajnokin két gólt szerzett, csapatával bajnoki ezüstérmet szerzett. A 2017 nyarán érkező új vezetőedző, Marko Nikolić rendszerint számított Suljićra, aki a 2017-18-as szezon első felében tizenhat bajnokin egyszer volt eredményes. 2018 januárjában a klub hivatalos közleményben jelezte, hogy több csapattársával együtt csak a harmadosztályú tartalékcsapattal kezdheti meg a felkészülést. A középpályás iránt érdeklődött a szlovák Slovan Bratislava is, de február 5-én bejelentették, hogy a lengyel Wisła Kraków 2018 nyarán ingyen szerződteti a bosnyák-magyar játékost, aki 2020 nyaráig írt alá.

### Wisla Kraków
2018 nyarán, mielőtt szerződése életbe lépett volna  a lengyel klubnál Suljić visszakozott a szerződéskötéstől, aminek fő oka az volt, hogy a Wisla menesztette Joan Carrillót, akivel a bosnyák-magyar középpályás a Videotonban már dolgozott együtt és aki 2018 februárjában a klubhoz hívta Suljicot. Végül a felek közös megegyezéssel szerződést bontottak.

### Olimpija Ljubljana
2018. július 9-én a szlovén bajnok Olimpija Ljubljana játékosa lett.

### Zagłębie Lubin
2019 szeptemberében a lengyel Zagłębie Lubin játékosa lett Mindössze öt mérkőzésen játszott, összesen 47 percet, csapata három hónap elteltével felbontotta a szerződését.

### Makkabi Petah Tikva
2020 augusztusában az izraeli élvonalban szereplő Makkabi Petah Tikva csapatához szerződött.

### Diósgyőri VTK
2021 januárjában visszatért Magyarországra és a Diósgyőri VTK játékosa lett. Január 20-án, a Ferencváros elleni bajnokin csereként állt be a 84. percben, majd másodpercekkel később győztes gólt szerzett.
2021-ben 17 NB I-es találkozón három gólt szerzett, a Merkantil Bank Ligában öt alkalommal lépett pályára, gólt nem lőtt. 2022. január 1-jén tették közzé, hogy közös megegyezéssel szerződést bontottak a Diósgyőrrel.

### A válogatottban
Suljić 2012-ben ugyan egy alkalommal pályára lépett a bosnyák U21-es válogatottban, a felnőttek közé azonban nem kapott meghívót. 2016 januárjában kijelentette, hogy szívesen lenne magyar válogatott. 2017. március 10-én sikeres állampolgári esküt tett.

## Sikerei, díjai
Újpest
- Magyar kupa
  - Győztes (1): 2013–14
- Magyar szuperkupa
  - Győztes (1): 2014

 Videoton FC
- Magyar bajnok (1): 2017–18

 Olimpija Ljubljana
- - Szlovén kupa (1): 2018–19

## Statisztika

### Klubcsapatokban
2017. december 9-én frissítve.
| Klub             | Szezon           | Bajnokság     | Bajnokság     | Bajnokság | Országos kupa | Országos kupa | Ligakupa      | Ligakupa | Nemzetközi kupa | Nemzetközi kupa | Egyéb         | Egyéb | Összesen      | Összesen |
| Klub             | Szezon           | Bajnokság     | Pályára lépés | Gól       | Pályára lépés | Gól           | Pályára lépés | Gól      | Pályára lépés   | Gól             | Pályára lépés | Gól   | Pályára lépés | Gól      |
| ---------------- | ---------------- | ------------- | ------------- | --------- | ------------- | ------------- | ------------- | -------- | --------------- | --------------- | ------------- | ----- | ------------- | -------- |
| Sarajevo         | 2010–11          | Premijer Liga | 19            | 1         | 3             | 2             | –             | –        | –               | –               | –             | –     | 22            | 3        |
| Sarajevo         | 2011–12          | Premijer Liga | 26            | 5         | 4             | 1             | –             | –        | 4               | 0               | –             | –     | 34            | 6        |
| Sarajevo         | 2012–13          | Premijer Liga | 26            | 3         | 2             | 0             | –             | –        | 6               | 4               | –             | –     | 34            | 7        |
| Sarajevo         | 2013–14          | Premijer Liga | 6             | 2         | 0             | 0             | –             | –        | 4               | 0               | –             | –     | 10            | 2        |
| Sarajevo         | Összesen         | Összesen      | 77            | 11        | 9             | 3             | –             | –        | 14              | 4               | –             | –     | 100           | 18       |
| Újpest           | 2013–14          | NB I          | 19            | 1         | 5             | 1             | 5             | 0        | –               | –               | –             | –     | 29            | 2        |
| Újpest           | 2014–15          | NB I          | 26            | 3         | 5             | 1             | 4             | 1        | –               | –               | 1             | 0     | 36            | 5        |
| Újpest           | 2015–16          | NB I          | 5             | 0         | 0             | 0             | –             | –        | –               | –               | –             | –     | 5             | 0        |
| Újpest           | Összesen         | Összesen      | 50            | 4         | 10            | 2             | 9             | 1        | –               | –               | 1             | 0     | 70            | 7        |
| Videoton         | 2015–16          | NB I          | 24            | 2         | 5             | 0             | –             | –        | –               | –               | –             | –     | 29            | 2        |
| Videoton         | 2016–17          | NB I          | 18            | 2         | 0             | 0             | –             | –        | 6               | 1               | –             | –     | 24            | 3        |
| Videoton         | 2017–18          | NB I          | 16            | 1         | 1             | 0             | –             | –        | 7               | 0               | –             | –     | 24            | 1        |
| Videoton         | Összesen         | Összesen      | 58            | 5         | 6             | 0             | –             | –        | 13              | 1               | –             | –     | 77            | 6        |
| Karrier összesen | Karrier összesen | 183           | 20            | 25        | 5             | 9             | 1             | 27       | 5               | 1               | 0             | 245   | 31            |          |